# Cucullanellus orthagorisci
Cucullanellus orthagorisci är en rundmaskart. Cucullanellus orthagorisci ingår i släktet Cucullanellus och familjen Cucullanidae. Inga underarter finns listade i Catalogue of Life.